# Mitchell Trubisky
Mitchell Trubisky (Mentor, 20 agosto 1994) è un giocatore di football americano statunitense che milita nel ruolo di quarterback per i Buffalo Bills della National Football League (NFL).

## Carriera universitaria
Trubisky si iscrisse alla North Carolina University nel 2013, passando la prima stagione come redshirt, poteva cioè allenarsi con la squadra ma non scendere in campo. L'anno successivo disputò dieci gare per i Tar Heels come riserva del quarterback titolare Marquise Williams, passando 459 yard, 5 touchdown e subendo 4 intercetti. Nella stagione 2015, Trubisky fu ancora la riserva di Williams, disputando nove partite con 555 yard e 6 touchdown passati, oltre a 3 segnati su corsa. Nel 2016 divenne titolare disputando tutte le 13 partite, passando 3.748 yard e 30 touchdown, a fronte di soli 6 intercetti subiti, venendo inserito nella terza formazione ideale della Atlantic Coast Conference. Il 9 gennaio 2017 annunciò la sua intenzione di rinunciare al suo ultimo anno nel college football per rendersi eleggibile nel Draft NFL 2017.
Statistiche al college
|        |                |    | Passaggi | Passaggi | Passaggi | Passaggi | Passaggi | Passaggi |
| Anno   | Squadra        | P  | Comp     | Ten      | %        | Yard     | TD       | Int      |
| ------ | -------------- | -- | -------- | -------- | -------- | -------- | -------- | -------- |
| 2014   | North Carolina | 9  | 42       | 78       | 53.8     | 459      | 5        | 4        |
| 2015   | North Carolina | 9  | 40       | 47       | 85.1     | 555      | 6        | 0        |
| 2016   | North Carolina | 13 | 304      | 447      | 68.0     | 3,748    | 30       | 6        |
| Totale | Totale         | 31 | 386      | 572      | 67.5     | 4762     | 41       | 10       |

## Carriera professionistica

### Chicago Bears

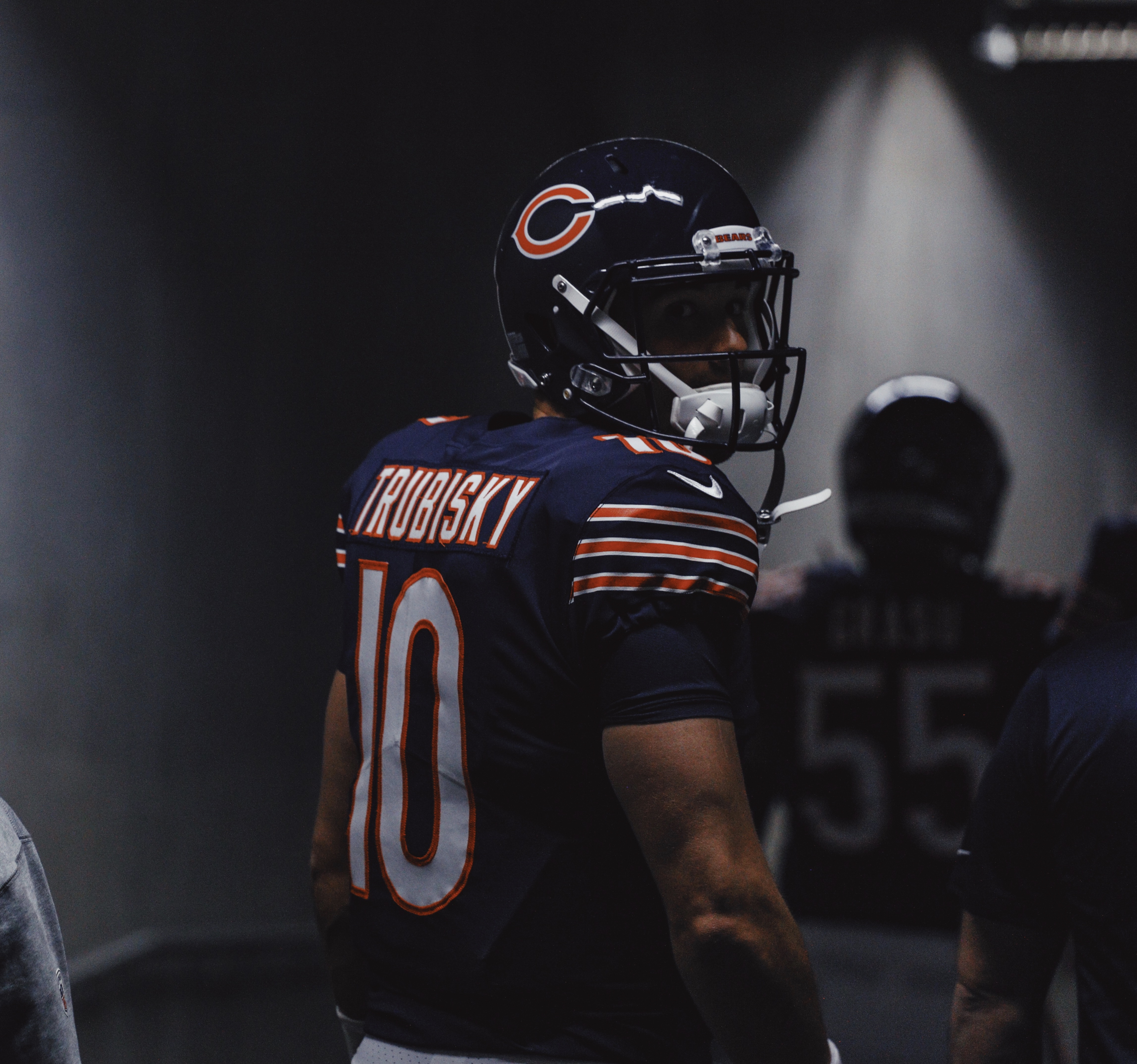
Trubisky prima di una gara contro i Lions nel 2017

Trubisky era considerato uno dei migliori quarterback disponibili nel Draft NFL 2017 e una scelta della prima metà del primo giro. Il 27 aprile 2017 fu scelto come secondo assoluto dai Chicago Bears, il primo nel suo ruolo. Nel primo mese di gioco gli fu preferito il veterano Mike Glennon ma dopo una sola vittoria in quattro partite, i Bears annunciarono che Trubisky sarebbe sceso in campo come titolare per la prima volta nel quinto turno. Nella prima gara in carriera, un Monday Night Football contro i Minnesota Vikings, passò 128 yard, un touchdown e subì un intercetto nella sconfitta di misura per 17-14. La prima vittoria la ottenne sei giorni dopo ai tempi supplementari in trasferta contro i Baltimore Ravens in cui passò 113 e un touchdown, oltre ad altre 32 yard guadagnate su corsa.
Nella settimana 14 contro i Cincinnati Bengals, Trubisky disputò la miglior partita stagionale, completando 25 passaggi su 37 per 271 yard, un touchdown passato e uno segnato su corsa nella vittoria per 33-7. Nel penultimo turno, vinto contro i Cleveland Browns, stabilì un nuovo record di franchigia per yard passate in stagione da un rookie dei Bears. La sua annata si chiuse 2.193 yard passate, 7 touchdown e 7 intercetti, con un record di 4-8 come titolare.

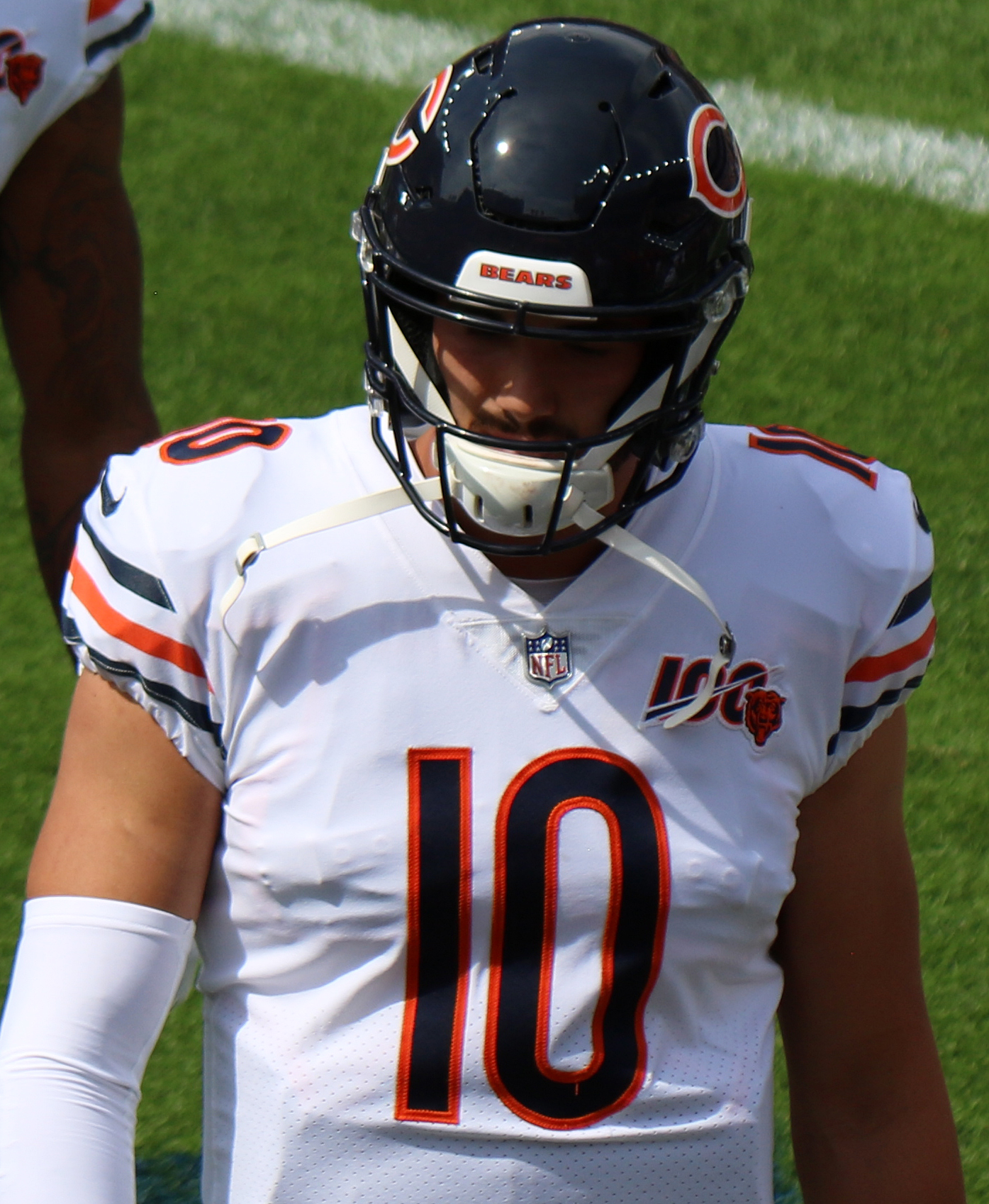
Trubisky nel 2019

Nel quarto turno della stagione 2018 Trubisky disputò la sua miglior partita passando 6 touchdown, un record dei Bears dell'era moderna e secondo solo ai 7 lanciati da Sid Luckman negli anni trenta, guidando Chicago a un netto 48-10 sui Tampa Bay Buccaneers. Per questa prestazione fu premiato come quarterback della settimana. Nel decimo turno disputò un'altra delle migliori gare stagionali con 355 yard passate, 3 touchdown e un quarto segnato su corsa nella vittoria sui Lions rivali di division che gli valsero i premi di giocatore offensivo della NFC e di quarterback della settimana. Quattro giorni dopo fu perrò costretto a saltare per infortunio la gara del Giorno del Ringraziamento contro i Detroit Lions. Tornò in campo nel 14º turno e malgrado tre intercetti subiti grazie alla loro difesa i Bears batterono i Los Angeles Rams che sino a quel momento avevano subito una sola sconfitta. La settimana seguente i Bears, battendo in casa i Packers, si aggiudicarono matematicamente il primo titolo di division dal 2010. La sua seconda stagione regolare si chiuse con 3.223 yard passate, 24 touchdown e 12 intercetti subiti, venendo convocato per il suo primo Pro Bowl al posto di Jared Goff impegnato nel Super Bowl LIII. Nei playoff i Bears furono subito eliminati nel primo turno dai Philadelphia Eagles campioni in carica.
Nella stagione 2019, dopo i successi dell'anno precedente, Trubisky regredì agli occhi di molti osservatori. Nel quarto turno fu costretto ad abbandonare la partita con i Vikings nel primo quarto per un infortunio alla spalla, non facendo più ritorno in campo. Dopo avere perso due settimane di gioco fece ritorno nel settimo turno ma i Bears furono sconfitti dai Saints. Nella gara del Giorno del Ringraziamento del tredicesimo turno passò un massimo stagionale di 338 yard e 3 touchdown nella vittoria sui Detroit Lions per 24-20, venendo premiato come quarterback della settimana. La sua stagione si chiuse con 3.138 yard passate, 17 touchdown e 10 intercetti mentre come titolare ebbe un record di 8-7.
Nella prima partita della stagione 2020 contro i Lions Trubisky faticò per tre quarti, con i Bears che si trovarono in svantaggio per 23-6 all'inizio del quarto periodo. Da quel momento orchestrò però una furiosa rimonta, passando tre touchdown e andando a vincere per 27-23. Dopo un'altra vittoria nel secondo turno, nella settimana 3 l'allenatore Matt Nagy mise Trubisky in panchina nel terzo quarto dopo un intercetto. Al suo posto entrò il veterano Nick Foles che guidò la squadra alla vittoria in rimonta contro gli Atlanta Falcons. Dalla partita successiva Foles fu nominato titolare, rimanendolo fino all'11º turno. Trubisky tornò titolare nella settimana 12 dove i Bears furono sconfitti nettamente dai Packers. Nel 14º turno disputò la sua miglior partita stagionale nella vittoria sugli Houston Texans in cui passò 267 yard, 3 touchdown ed ebbe un passer rating di 126,7. Nel penultimo turno, con 265 yard e 2 touchdown, guidò i Bears a battere i Jacksonville Jaguars e a segnare almeno 30 punti per quattro gare consecutive per la prima volta dal 1965.

### Buffalo Bills
Il 18 marzo 2021 Trubisky firmò un contratto di un anno del valore di 2,5 milioni di dollari con i Buffalo Bills.

### Pittsburgh Steelers
Il 14 marzo 2022 Trubisky firmò con i Pittsburgh Steelers un contratto biennale del valore di 14,5 milioni di dollari, 27 milioni con gli incentivi. Nella pre-stagione batté la concorrenza del rookie Kenny Pickett venendo nominato quarterback titolare per l'inizio della stagione regolare. Dopo un record di 1-2 nelle prime tre gare, il poco produttivo Trubisky fu rilevato da Pickett all'inizio del secondo della gara del quarto turno contro i New York Jets. Il giorno dopo la partita, Pickett fu nominato titolare per il resto della stagione.
Il 18 maggio 2023 Trubisky firmó un rinnovo biennale con gli Steelers. Nella settimana 14 partì come titolare al posto dell'infortunato Pickett passando 190 yard, un touchdown e un intercetto nella sconfitta a sorpresa contro i New England Patriots per 21-18. Nel turno successivo fu nuovamente titolare ma fu sostituito per scelta tecnica con Mason Rudolph in corso d'opera nella sconfitta con gli Indianapolis Colts.
Il 13 febbraio 2024 Trubisky fu svincolato dagli Steelers.

### Ritorno ai Buffalo Bills
Il 7 marzo 2024 Trubisky firmò un contratto biennale per fare ritorno ai Bills.

## Palmarès
- Convocazioni al Pro Bowl: 1

2018
- Giocatore offensivo della NFC della settimana: 1

10ª del 2018
- Quarterback della settimana: 3

4ª e 10ª del 2018, 13ª del 2019